# Turkish Airlines Flight 6491
Turkish Airlines Flight 6491 (TK6491/THY6491) var en flygning som företogs natten den 16 januari 2017. Fraktplanet, en Boeing 747, tillhörde det turkiska flygbolaget ACT Airlines och flög på uppdrag av Turkish Airlines. Flygningen startade i Hongkong med destination Istanbul, via flygplatsen Manas vid Bisjkek, Kirgizistan. Kort före landningen i Manas havererade planet i ett bostadsområde i byn Dachi Su, cirka två kilometer väst om landningsbanan.

## Om olyckan

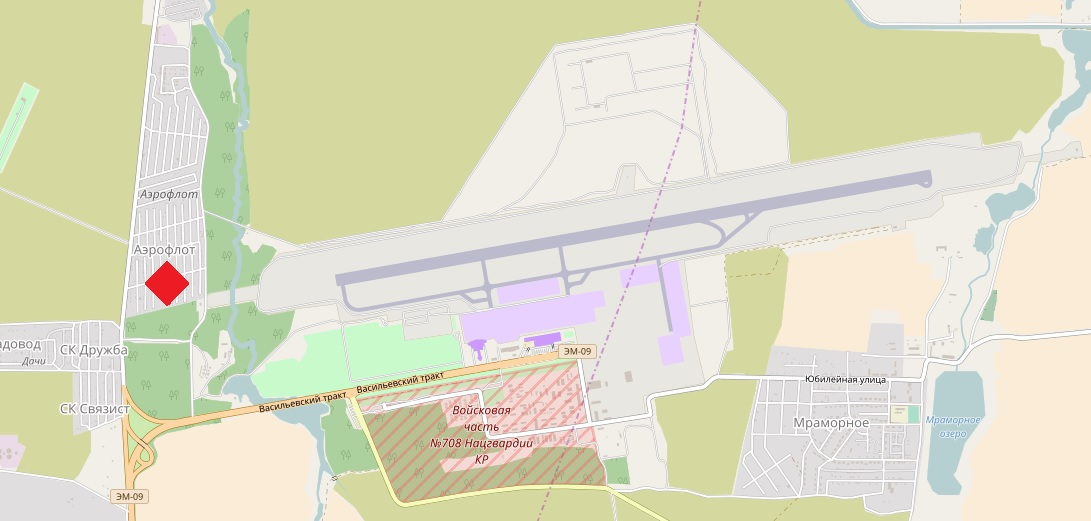

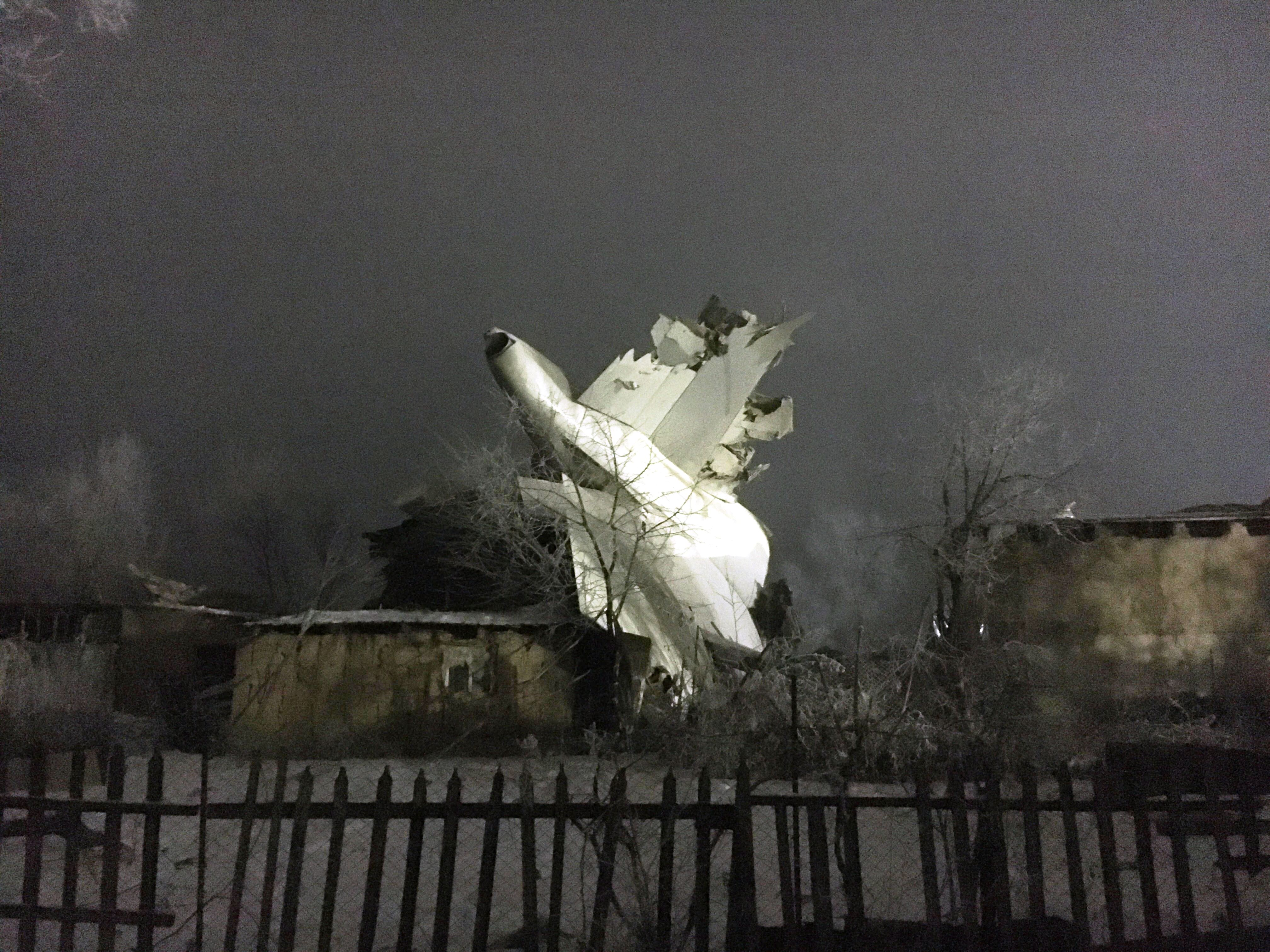

Kraschen skedde klockan 07:31 lokal tid efter att piloten försökt landa i tät dimma. 23 av 43 byggnader i Dacha-Suu förstördes och bränder spred sig till två hus i området. Alla fyra personer som fanns ombord på fraktplanet omkom. De övriga 34 dödsoffren fanns på marken i Dacha-Suu, varav sex av offren var barn. Dessutom fördes 15 skadade personer till sjukhus.